# 천슈주
천슈주(陳秀珠, 진수주, 영문명 Rebecca Chan, 1958년 10월 20일 ~ )는 중화인민공화국 홍콩 특별행정구의 여성 영화배우, 텔레비전 연기자이다.

## 생애
홍콩에서 출생하였으며 지난날 한때 중화인민공화국 광둥성 산터우 시 차오양 구에서 잠시 유아기를 보낸 적이 있는 그녀는 1979년 미스 홍콩 선발대회에서 첫 데뷔하였으며 1981년 텔레비전 드라마에서 연기자 데뷔하였고 이어 같은 해 1981년 영화 《추녀자(追女仔)》의 단역으로 영화배우 데뷔하였다.

## 같이 보기
- 관쥐잉
- 린이치
- 상톈어